# Tupí-Sprachen

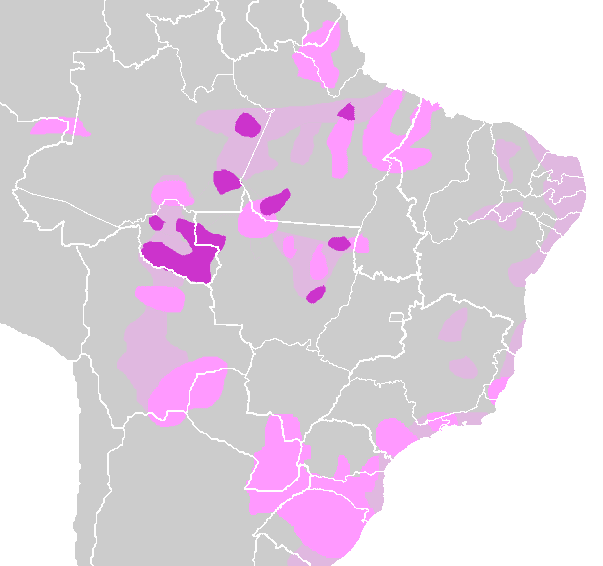
Verbreitungsgebiete der Tupí-Guaraní-Sprachen (rosa) und der übrigen Tupí-Sprachen (violett) sowie wahrscheinliche frühere Verbreitungsgebiete von Sprachen dieser Familie (grau-rosa)

Die Tupí-Sprachen sind eine der am weitesten verbreiteten indigenen Sprachfamilien im Tiefland des östlichen Südamerika. Zu ihrem Verbreitungsgebiet gehören oder gehörten große Teile Brasiliens, Paraguay, das östliche Bolivien, Französisch-Guayana, Teile des nördlichen Argentinien sowie Randgebiete im Nordosten Perus und im Südosten Kolumbiens. Die Tupí-Sprachen werden gegenwärtig von mehreren Millionen Menschen gesprochen, die Verbreitung der einzelnen Zweige und Sprachen ist jedoch sehr ungleichmäßig. Der mit Abstand am weitesten verbreitete Zweig der Tupí-Sprachen sind die Tupí-Guaraní-Sprachen. Während das zu diesem Zweig gehörende paraguayische Guaraní allein ca. 4 Millionen Sprecher hat, beträgt die Sprecherzahl aller übrigen Sprachen zusammen weniger als 200.000, und zahlreiche dieser Sprachen sind vom Aussterben bedroht.

## Klassifikation
Die Tupí-Sprachen werden in zehn Zweige gegliedert, von denen die Tupí-Guaraní-Sprachen der mit Abstand am weitesten verbreitete sind, während einige der anderen nur eine oder wenige Sprachen umfassen. Die folgende Übersicht führt alle heute noch gesprochenen oder ausreichend dokumentierten ausgestorbenen Sprachen mit ihrem heutigen oder ehemaligen Verbreitungsgebiet sowie ihrer Sprecherzahl auf.
- Tupí-Sprachfamilie
  - Arikém-Zweig
    - Karitiána (ca. 200 in Rondônia)
    - Arikém (ausgestorben, ehemals in Rondônia)

  - Awetí-Zweig
    - Awetí (Aueti, Auetö) (ca. 90 in Mato Grosso)

  - Juruna-Zweig
    - Juruna (Yuruna, Yudya) (ca. 200 in Mato Grosso; ehemals in Pará)
    - Xipáya (2 in Pará)
    - Manitsawá (ausgestorben, ehemals in Mato Grosso)

  - Mawé-Zweig
    - Mawé (Maué, Sateré-Mawé) (6.000 in Amazonas)

  - Mondé-Zweig
    - Mondé (wenige Sprecher in Rondônia)
    - Aruá (wenige Sprecher in Rondônia)
    - Gavião (Ikõro, Digüt) (ca. 350 in Rondônia)
    - Suruí (Paitér) (ca. 450 in Rondônia und Mato Grosso)
    - Cinta-larga (ca. 600 in Mato Grosso und Rondônia)
    - Zoró (ca. 300 in Mato Grosso)

  - Mundurukú-Zweig
    - Mundurukú (ca. 7.000 in Pará und Amazonas)
    - Kuruáya (5 in Pará)

  - Puruborá-Zweig
    - Puruborá (Boruborá) (wenige in Rondônia)

  - Ramaráma-Zweig
    - Káro (Arara, Urukú, Itogapúk, Ntogapíd, Ramaráma) (ca. 200 in Rondônia)
    - Urumí (ausgestorben, ehemals in Rondônia)

  - Tuparí-Zweig
    - Tuparí (ca. 300 in Rondônia)
    - Wayoró (Ajurú) (ca. 80 in Rondônia)
    - Mekéns (ca. 150 in Rondônia)
    - Makurap (vermutlich ca. 700 in Rondônia)
    - Sakirabiát (vermutlich ca. 70 in Rondônia)
    - Kepkiriwát (ausgestorben, ehemals in Rondônia)

  - Tupí-Guaraní-Zweig
    - Untergruppe 1 (Guaraní-Untergruppe)
      - Chiriguano-Dialektcluster (in Bolivien meist [bolivianisches] Guaraní) (ca. 50.000 in Bolivien, ca. 15.000 in Argentinien, ca. 2.000 in Paraguay)
        - Avá (in Paraguay Guarayu) (in Bolivien, Argentinien, Paraguay)
          - Chané-Dialekt
          - Tapieté-Dialekt

        - Izoceño (in Bolivien)

      - Guayakí (Aché) (ca. 850 in Paraguay)
      -  [die folgenden Sprachformen bilden eine Gruppe von eng verwandten Varietäten, für die es keinen gesonderten Oberbegriff gibt]
        - Alt-Guaraní (im 16. bis 18. Jahrhundert im östlichen Paraguay und dem heutigen Nordostargentinein und Südbrasilien; heute fortgesetzt durch das paraguayische Guaraní)
          - paraguayisches Guaraní (ca. 4.000.000 in Paraguay und angrenzenden Teilen Argentiniens und Brasiliens)

        - Kaiwá (Pãi-Tavyterã) (ca. 10.000 in Paraguay, ca. 9.000 in Mato Grosso do Sul, ca. 500 in Argentinien)
        - Mbyá (ca. 8.000 in Paraguay, ca. 2.300 in den brasilianischen Bundesstaaten Espírito Santo, Rio de Janeiro, São Paulo, Paraná, Santa Catarina und Rio Grande do Sul, ca. 1.000–2.000 in Argentinien)
        - Nhandéva (Chiripá) (ca. 4.900 in den brasilianischen Bundesstaaten Paraná, São Paulo und Mato Grosso do Sul)

      - Xetá (fast ausgestorben, in Paraná)

    - Untergruppe 2
      - Guarayu (ca. 5.000 in Bolivien)
      -  [die folgenden Sprachformen bilden eine Gruppe von eng verwandten Varietäten, für die es keinen gesonderten Oberbegriff gibt]
        - Sirionó (ca. 500 in Bolivien)
          - Yuqui-Dialekt (ca. 150 in Bolivien)

        - Jorá (Hora) (ausgestorben, ehemals in Bolivien)

    - Untergruppe 3
      - Tupí (ausgestorben, ehemals im Küstengebiet von São Paulo)
        - Tupí Austral (Língua Geral Paulista) (ehemals im Landesinneren São Paulos und des übrigen südlichen Brasilien)

      - Tupinambá (ausgestorben, ehemals im brasilianischen Küstengebiet von Rio de Janeiro bis Pará)
        - Nheengatú (Língua Geral Amazônica) (ca. 3.000 in Amazonas; ehemals längs der Verkehrswege im gesamten Amazonasraum)
        - Kokáma/Omáwa
          - Kokáma (vermutlich mindestens 2.000 in Peru, ca. 50 in Amazonas, ca. 20 in Kolumbien)
          - Omáwa (ausgestorben)
          - Kokamíya (wenige Sprecher in Peru)

    - Untergruppe 4
      - Avá (Canoeiro) (ca. 100 in Tocantins)
      - Akwáwa-Dialektcluster
        - Asuriní do Tocantins (Asuriní do Trocará) (ca. 200 in Pará)
        - Suruí do Tocantins (Suruí do Pará) (ca. 150 in Pará)
        - Parakanã (ca. 350 in Pará)

      - Tapirapé (ca. 200–350 in Mato Grosso)
      - Tenetehára-Dialektcluster
        - Guajajára (ca. 10.000 in Maranhão)
        - Tembé (ca. 100–200 in Maranhão und Pará)

    - Untergruppe 5
      - Araweté [endgültige Klassifikation noch nicht sicher] (ca. 200 in Pará)
      - Asuriní do Xingu (ca. 70 in Pará)
      - Kayabí (ca. 800 in Mato Grosso und Pará)

    - Untergruppe 6
      - Apiaká (Sprecherzahl unbekannt, in Mato Grosso)
      - Kawahíb-Dialektcluster
        - Amondawa (ca. 50 in Acre und Rondônia)
        - Karipuna (12–15 in Acre und Rondônia)
        - Juma (9 in Amazonas)
        - Parintintín (ca. 130 in Amazonas)
        - Tenharím (ca. 260 in Amazonas)
        - Uru-eu-wau-wau (ca. 100 in Rondônia)

    - Untergruppe 7
      - Kamayurá (Kamaiurá) (ca. 270 in Mato Grosso)

    - Untergruppe 8
      - nördlich des Amazonas
        - Emerillon (ca. 200 in Französisch-Guayana)
        - Wayampi (ca. 650 in Französisch-Guayana, ca. 500 in Amapá, ca. 10 in Pará)
        - Zo'é (früher Poturu) (ca. 180 in Pará)

      - südlich des Amazonas
        - Anambé (fast ausgestorben, in Pará)
        - Guajá (ca. 350 in Maranhão)
        - Urubú-Kaapor (ca. 500 in Maranhão)
        - Takunyapé (ausgestorben, ehemals in Pará)
        - Turiwára (vermutlich ausgestorben, ehemals in Pará)
        - Amanayé (vermutlich ausgestorben, ehemals in Pará)